# Beauregard-Vendon

Beauregard-Vendon este o comună în departamentul Puy-de-Dôme, Franța. În 1 ianuarie 2022 avea o populație de 1.323 de locuitori.